# الديلمي (بيشة)
الديملي هي إحدى قُرى محافظة بيشة في الجنوب الغربي وتتبع منطقة عسير في المملكة العربية السعودية.

## الموقع
تقع قرية الديلمي شمال بيشة، ويقع المدخل الرئيسي لها على الطريق العام (بيشة ــ رنية)، تقدر مساحتها بسبعة كيلو مترات مربعة. وتتبع لمجلس البلدي ببيشة.

## السكان
في عام 2016، قدر عدد سكان الديملي بأكثر من خمسة آلاف نسمة.

## المرافق
يوجد في قرية الديملي حديقة، ومدرسة ابتدائية، ومركز صحي، ومجمع للتحفيظ القرآني لتحفيظ القرآن الكريم، وجامع المندوبية، وكان يوجد بها في عام 2016 أكثر من 1500 منزل. وآثار قديمة يعود تاريخها إلى 300 سنة.

## السوق
يقام سوق الأربعاء في الديلمي كل سوم أربعاء من الصباح الباكر حتى المغرب.